# دیلا دوس (تگزاس)
دیلا دوس (به انگلیسی: Mila Doce) یک منطقهٔ مسکونی در ایالات متحده آمریکا است که در شهرستان ایدالگو، تگزاس واقع شده‌است. دیلا دوس ۸٫۵ کیلومتر مربع مساحت و ۶٬۲۲۲ نفر جمعیت دارد و ۱۸ متر بالاتر از سطح دریا واقع شده‌است.